# Supercoppa italiana 2005 (hockey su pista)
La Supercoppa italiana 2005 è stata la 1ª edizione dell'omonima competizione italiana di hockey su pista. Il torneo ha avuto luogo presso la Pista Armeni di Follonica il 24 settembre 2005.
Il trofeo è stato conquistato dal Follonica per la prima volta nella sua storia.

## Squadre partecipanti
| Club       | Qualificazione                                | Partecipazioni precedenti (il grassetto indica la vittoria) |
| ---------- | --------------------------------------------- | ----------------------------------------------------------- |
| Follonica  | Vincitore della Serie A1 e della Coppa Italia | Esordiente                                                  |
| Bassano 54 | Finalista della Coppa Italia                  | Esordiente                                                  |

## Risultati
| Arbitri: | Carmazzi (Viareggio) Piccininni (Molfetta) |

| |           |                                        |
| A. Michielon 13'39" S. Silva 13'47" M. Bertolucci 17'44" 18'10" A. Bertolucci 18'49" 43'53" E. Mariotti 36'28" | Marcatori | 36'17" D. Rigo 40'25" 42'01" M. Videla |

| Follonica        |  |                       |
|                  |  |                       |
| P                |  | Andrea Tosi           |
| E                |  | Massimo Mariotti      |
| E                |  | Alessandro Michielon  |
| E                |  | Lorenzo Nobili        |
| E                |  | Alessandro Pinzuti    |
| E                |  | Alessandro Bertolucci |
| E                |  | Mirko Bertolucci      |
| E                |  | Enrico Mariotti       |
| E                |  | Sérgio Silva          |
| P                |  | Guilherme Silva       |
| Allenatore:      |  |                       |
| Massimo Mariotti |  |                       |

| Bassano 54    |  |                     |
|               |  |                     |
| P             |  | Giovanni Fontana    |
| E             |  | Pierluigi Bresciani |
| E             |  | Michele Panizza     |
| E             |  | Ricardo Pereira     |
| E             |  | Mauricio Videla     |
| E             |  | Alberto Orlandi     |
| E             |  | Dario Rigo          |
| E             |  | Luís Viana          |
| E             |  | Giovanni Zen        |
| P             |  | Massimo Cunegatti   |
| Allenatore:   |  |                     |
| Carlos Dantas |  |                     |